# Marcilly-sur-Eure
Marcilly-sur-Eure è un comune francese di 1 547 abitanti situato nel dipartimento dell'Eure nella regione della Normandia.

## Società

### Evoluzione demografica
Abitanti censiti